# Theridion urnigerum
Theridion urnigerum är en spindelart som beskrevs av Tamerlan Thorell 1898. Theridion urnigerum ingår i släktet Theridion och familjen klotspindlar.
Artens utbredningsområde är Myanmar. Inga underarter finns listade i Catalogue of Life.